# テイムラズ2世 (ムフラニ公)
ムフラニ公テイムラズ2世（グルジア語: თეიმურაზ II მუხრანბატონი、グルジア語ラテン翻字: Teimuraz II Mukhranbatoni、1649年 – 1688年）は、カルトリ王国の支配王朝であるバグラティオニ王家の分家、ムフラニ家の当主。1667年から1688年までムフラニのバトニ（公）であった。

## 生涯
テイムラズは1649年にムフラニ公コンスタンティネ1世の息子として誕生した。母親はイメレティ王国東部の有力貴族グアナ・アバシゼの娘ダレジャン・アバシゼであった。1667年に父コンスタンティネ1世が死去すると、テイムラズはムフラニ家の当主となりムフラニ公の地位を継承し、同時にカルトリ王国の軍管区（サドロショ）の名目上の司令官（サルダリ）に就いた。翌1668年からはカルトリ宮廷の宮内長官（ムサフルトゥフツェシ）も務めた。
テイムラズ2世は1688年に死去。ムフラニ公の地位はアショタン2世に引き継がれた。なおアショタン2世の出自については諸説ある。1つはテイムラズ2世の従叔父とする説もう1つは弟とする説である。

## 家族
テイムラズは2度結婚をした。1度目はアナと、2度目はケテヴァン・オルベリアニとであった。テイムラズは以下の子供をもうけた。
- オティア（? – 1719年）
- アダルナセ（? – 1701年）
- バグラト（? – 1703年）
- コンスタンティネ（? – 1716年） - ムフラニ公。